# Joan Girona i Agrafel
Joan Girona i Agrafel   (Barcelona, 1807 - Lleida, 3 de maig de 1871) fou un empresari i industrial català, fill d'Ignasi Girona i Targa i germà de Manuel, Ignasi, Jaume i Casimir Girona i Agrafel.

## Biografia
Veient la importància que tenia la tècnica per al futur, el seu pare el va enviar a estudiar rellotgeria a Suïssa i França (1824-1829) i enginyeria mecànica a Anglaterra (1830-1833). Va efectuar pràctiques d'enginyeria mecànica a Bayard, Ginebra, París, Lió, Manchester, Sheffield, Leeds i Birmingham. En 1929 una societat anglesa va presentar a Barcelona una màquina de vapor creada per ell per dragar el port, que va causar admiració. Va aspirar a la càtedra de Mecànica de l'escola de la Junta de Comerç (antecessora de l'Escola d'Enginyers Industrials) de Barcelona, però no la va aconseguir, la qual cosa li va causar una gran decepció.
Va tenir una important activitat professional i empresarial: va modernitzar els diversos molins d'oli i de farina que la familía  tenia a la província de Lleida; dissenyà diverses màquines tèxtils que va instal·lar a fàbriques de Terrassa i Sabadell; va dissenyar una fàbrica a l'anglesa a Vilanova i la Geltrú. En 1830 va instal·lar en Arbeca la primera premsa d'oli hidràulica i va crear una bomba d'aigua per eliminar l'aigua dels soterranis de la Llotja de Barcelona. El seu pare li va encarregar les seves terres a Lleida, sent el que s'ocupés del que més tard va ser la finca de més de 900 ha situada entre Balaguer i Tàrrega, que s'anomenaria Castell del Remei. Quan el seu pare va comprar la part de Torre Neral, denominada Torre del Bisbe per haver estat del bisbe de Solsona, Joan va ser qui va transformar la casa amb una torre fortificada en el castell amb quatre torres que encara hi ha.
Era fill de la primera dona, la qual cosa podria explicar que mai s'integrés en l'estret grup dels germans de les segona dona, encara que fos germana de la seva mare. En 1844, es retira com a soci actiu (soci col·lectiu) de l'empresa familiar Girona Hermanos, Clavé y Cía a partir d'aquest moment fa vida completament a part a la zona de Lleida. En 1855, quan el seu pare reparteix entre els fills la seva participació en la societat familiar, passa a ser soci passiu (soci comanditari). A part de les seves activitats agrícoles, també va participar en la creació d'algunes indústries en Vilanova i la Geltrú, Igualada i Manresa.

## Descendència
Casat amb Enriqueta Guyé, nascuda a les Bayards (Suïssa), va tenir un únic fill, nascut també a les Bayards i mort a Barcelona, el 1896, Marcel·lí Girona i Guyé, casat amb Victòria Llagostera i Surís, nascuda a Civitavecchia (Itàlia), amb qui va tenir alguns fills: Daniel Girona i Llagostera, metge, historiador i escriptor, casat amb Maria Quintana de San Juan (†1942), amb una filla morta a la infantesa; Santiago Girona i Llagostera (de jove fou un membre significat de la Congregació de la Immaculada Concepció i Sant Lluís Gonzaga); Enric Girona i Llagostera (va ser membre de la Societat Econòmica Barcelonesa d'Amics del País); Victòria Girona i Llagostera que va morir de nena i en honor seu va finançar el Pavelló de Santa Victòria a l'Hospital de la Santa Creu i Sant Pau; Adela, casada en 1895 amb el metge Francesc Xavier Llibre i Móra, sense fills; i Carolina (soltera).